# Otto Rensing
Otto Rensing (* 17. Februar 1962 in Düsseldorf) ist ein ehemaliger deutscher Automobilrennfahrer.

## Lebenslauf
Otto Rensing wurde am 17. Februar 1962 als erster Sohn von Hans-Josef Rensing und dessen Ehefrau Marlies-Elisabeth in Düsseldorf-Heerdt geboren. Aufgewachsen ist er in Grevenbroich im Ortsteil Hemmerden.
Der zweifache Gewinner (1982, 1984) der Deutschen Kart Meisterschaft wechselte 1985 in die Formel Ford 1600 Europameisterschaft und wurde dort Dritter. Im folgenden Jahr wechselte er als BMW-Werksfahrer im Team Schnitzer in die Tourenwagen-Europameisterschaft und wurde Gesamtsieger des 24-Stunden-Rennen auf dem Nürburgring, worauf er Gelegenheit zu Testfahrten im Benetton-BMW Formel 1 bekam. In den Jahren 1987 bis 1990 fuhr er Formel 3 in Deutschland und England und wurde zweimal Vizemeister. Während einige der damaligen Konkurrenten später Formel-1-Weltmeister wurden, konnte sich Rensing nicht bis an die Formel-1-Spitze vorarbeiten. Er absolvierte 1990 auch Einsätze in der Formel 3000 und auf Sportwagen wie Porsche 962. Im Jahr 1991 war er wieder auf BMW-Tourenwagen in der Deutschen Tourenwagen-Meisterschaft unterwegs. 1993 beendet Rensing die Karriere im Porsche Carrera Cup.
Er leitete eine der führenden deutschen Indoor-Kartanlagen in Kaarst im Rhein-Kreis Neuss, vor den Toren der Landeshauptstadt Düsseldorf.

### Kartsport
Im Alter von 11 Jahren nahm Vater Hans-Josef Rensing seinen Sohn Otto zum ersten Mal mit zu einer Kartbahn, nach Niederkrüchten. Der Sohn eines Freundes drehte dort gelegentlich am Wochenende seine Runden mit einem Rennkart. Rensing freundete sich sofort mit dem Jungen an und begleitete in fortan als Kartmechaniker an den Wochenenden. Erst viel später mit 14 Jahren durfte Rensing selbst zum ersten Mal ein paar Runden mit einem Rennkart drehen. Weihnachten 1977 schenken ihm die Eltern ein gebrauchtes Rennkart. Damit startete Otto Rensing 1977 erstmals bei der Clubmeisterschaft in Niederkrüchten. Er gewinnt auf Anhieb im ersten Jahr die Meisterschaft des „Kart Club Burg Brüggen“. Der unerwartete Erfolg erpresst förmlich den Vater zum Weitermachen, obwohl der eigentlich nur gelegentlich mit dem Sohn ein paar Runden drehen wollte.
In der Folge wechselt Otto Rensing zum gerade neu eröffneten Kart-Club Kerpen-Manheim, wo er schon früh auf Michael Schumacher und dessen Eltern trifft, die als Pächter der Leihkartbahn direkt neben der neuen Kartrennstrecke wohnen. Rensing entwickelt sich in den Jahren 1978 bis 1984 zu einem der weltbesten Kartfahrer. Er gewinnt 1982 und 1984 die internationalen Deutschen Kartmeisterschaften und gehört zu den erfolgreichsten Fahrern der Kart-EM und Kart-WM. Mit der deutschen Kart-Nationalmannschaft werden Otto Rensing und Bernd Schneider zusammen Mannschafts-Europameister. Bei der Berufung in die Nationalmannschaft verdrängt Rensing sogar den Stefan Bellof, der daraufhin lange Zeit nicht allzu gut auf Rensing zu sprechen ist, zumal die Europameisterschaft auch noch direkt vor Bellofs Heimatstadt Gießen, in Oppenrod ausgetragen wurde.
Bei den vielen Kartrennen traf Otto Rensing schon in jungen Jahren auf einige der besten Fahrer einer ganzen Generation, wie Heinz-Harald Frentzen, Bernd Schneider, Frank Biela und sogar auf Ayrton Senna, mit dem sich Rensing 1982 im Finale zur Kart-WM in Schweden, einen Kampf um den WM-Titel lieferte, den beide allerdings wegen technischer Defekte nur auf den Plätzen 6. (Rensing) und 8. (Senna) beenden.
Schon lange lief für Vater Rensing nicht mehr alles nach dessen ursprünglichem Plan. Zwar hatte das „Team Rensing“ inzwischen großzügige Unterstützung von Kart- und Motorenhersteller „Mach1-Kart Hetschel“ und von Reifenhersteller Bridgestone, aber der Aufwand für Reisekosten und nicht zuletzt der Zeitaufwand für bis zu 40 Rennwochenenden im Jahr, erforderten außergewöhnliche Anstrengungen von Vater und Sohn. Somit stand ein Wechsel in den Automobilrennsport lange Zeit überhaupt nicht zur Debatte. Erst durch den Sog eines Ayrton Senna, und der Mithilfe eines gewissen Hans T. Schmidt aus Neckarsulm wurde das Undenkbare schließlich doch noch möglich.

### Formel Ford
Seine Monoposto-Karriere begann Rensing 1984 in der Formel Ford. Hans T. Schmidt organisierte einen Rennwagen für das Formel-Ford Festival 1984 in Brands Hatch. Schmidt bringt anschließend einen Sponsor und einen neuen Formel Ford Rennwagen für die Saison 1985. Mit dem Team „Erhard Fritz Racing“ aus Backnang startet Otto Rensing 1985 in der Deutschen Formel-Ford Meisterschaft und der Formel-Ford Europameisterschaft. Die erste Saison beendet Rensing als 3. der Europameisterschaft.
Etwa Mitte der Saison passiert etwas völlig unerwartetes. Auf Einladung von Dieter Stappert, dem Rennleiter von BMW, testet Rensing im Rahmen eines Laufes zur Tourenwagen-Europameisterschaft in Zolder einen der Werkswagen. Bei der Testfahrt hinterlässt Rensing nachhaltigen Eindruck bei den Teamverantwortlichen.

### Tourenwagen-Europameisterschaft
Für BMW startet Rensing 1986 im BMW-Junior-Team auf einem Schnitzer BMW-Coupé in der Tourenwagen-Europameisterschaft. Im Werksteam von BMW, und von seinen prominenten Teamkollegen Gerhard Berger, Roberto Ravaglia und Dieter Quester kann Rensing anfangs viel lernen. Beim legendären 24-Stunden-Rennen auf dem Nürburgring holt er auf einem unterlegenen BMW 325i den Gesamtsieg gegen deutlich stärker motorisierte Rennwagen.

## Statistik

### Einzelergebnisse in der Sportwagen-Weltmeisterschaft
| Saison | Team            | Rennwagen   | 1   | 2   | 3   | 4   | 5   | 6   | 7   | 8   | 9   |
| ------ | --------------- | ----------- | --- | --- | --- | --- | --- | --- | --- | --- | --- |
| 1990   | Brun Motorsport | Porsche 962 | SUZ | MON | SIL | SPA | DIJ | NÜR | DON | MOT | MEX |
| 1990   | Brun Motorsport | Porsche 962 |     |     | 13  |     |     |     |     |     |     |
| 1991   | Kremer Racing   | Porsche 962 | SUZ | MON | SIL | LEM | NÜR | MAG | MEX | AUT |     |
| 1991   | Kremer Racing   | Porsche 962 |     | 8   |     |     |     |     |     |     |     |